# Trichospermum mexicanum
Trichospermum mexicanum är en malvaväxtart som först beskrevs av Dc., och fick sitt nu gällande namn av Henri Ernest Baillon. Trichospermum mexicanum ingår i släktet Trichospermum och familjen malvaväxter. Inga underarter finns listade i Catalogue of Life.